# 4. Königlich Bayerische Kavallerie-Brigade
Die 4. Kavallerie-Brigade war ein Großverband der Bayerischen Armee.

## Geschichte
Ursprünglich wurde der Großverband am 27. November 1815 als 2. Brigade der Kavalleriedivision des Generalkommandos Würzburg aufgestellt, am 31. Mai 1822 aber wieder aufgelöst und 1830 als Kavallerie-Brigade der 4. Armee-Division wieder errichtet. Am 20. November 1848 erhielt sie die endgültige Bezeichnung 4. Kavallerie-Brigade. Das Kommando stand in Bamberg.
Die Brigade wurde zu Beginn des Ersten Weltkriegs im Rahmen der 6. Armee als Teil der Königlich Bayerischen Kavallerie-Division an der Westfront eingesetzt.

## Gliederung
1914 war die Brigade Teil der 4. Division. Ihr unterstanden folgende Einheiten:
- 1. Ulanen-Regiment „Kaiser Wilhelm II., König von Preußen“ in Bamberg
- 2. Ulanen-Regiment „König“ in Ansbach
- Bezirkskommando Bamberg
- Bezirkskommando Kitzingen

## Kommandeure
Bis 1872 führten die Kommandeure die Bezeichnung Kommandant.
| Dienstgrad          | Name                                  | Datum                                    |
| ------------------- | ------------------------------------- | ---------------------------------------- |
|                     | Karl Philipp von Diez                 | 27. November 1815 bis 30. Mai 1822       |
| Generalmajor        | Eduard von Sachsen-Altenburg          | 04. Februar 1840 bis 26. April 1841      |
| Oberst/Generalmajor | Heinrich von der Mark                 | 27. April 1841 bis 30. März 1848         |
|                     | Ludwig Joseph von Weinbach            | 31. März 1848 bis 13. November 1849      |
| Oberst              | Karl von Hailbronner                  | 14. November 1849 bis 30. September 1851 |
| Generalmajor        | Christian von Schmaltz                | 01. Oktober 1851 bis 17. September 1857  |
| Generalmajor        | Thaddeus von Binder                   | 18. September 1857 bis 26. April 1859    |
| Oberst/Generalmajor | Wilhelm von Lindenfels                | 27. April 1859 bis 19. April 1866        |
| Oberst              | Karl zu Pappenheim                    | 20. April 1866 bis 15. April 1867        |
| Generalmajor        | Johann Baptist von Tausch             | 16. April 1867 bis 31. Januar 1870       |
| Generalmajor        | Wilhelm von Mulzer                    | 01. Februar bis 9. November 1870         |
| Generalmajor        | Friedrich Horadam                     | 10. November 1870 bis 27. Februar 1874   |
| Generalmajor        | Adolf Franz Philipp Baumüller         | 28. Februar 1874 bis 21. September 1877  |
| Generalmajor        | Karl von Freyberg-Eisenberg           | 22. September 1877 bis 13. Mai 1885      |
| Generalmajor        | Maximilian von Sazenhofen             | 14. Mai 1885 bis 7. März 1889            |
| Generalmajor        | Alfred von Passavant                  | 08. März 1889 bis 18. Juli 1892          |
| Generalmajor        | Ludwig von Poschinger                 | 19. Juli 1892 bis 20. März 1900          |
| Generalmajor        | Emil von Le Bret-Nucourt              | 21. März 1900 bis 25. Januar 1902        |
| Generalmajor        | Otto Kreß von Kressenstein            | 26. Januar 1902 bis 10. März 1904        |
| Oberst/Generalmajor | Hugo Bouhler                          | 11. März 1904 bis 24. März 1907          |
| Generalmajor        | Karl von Hirschberg                   | 25. März 1907 bis 19. April 1909         |
| Oberst              | Ernst Schrott                         | 20. April 1909 bis 25. Mai 1910          |
| Oberst              | Karl von Staudt                       | 26. Mai 1910 bis 26. März 1912           |
| Generalmajor        | Karl Gebhard                          | 27. März 1912 bis 27. Januar 1914        |
| Generalmajor        | Otto von Redwitz                      | 28. Januar bis 10. August 1914           |
| Generalmajor        | Ernst von Schrott                     | 11. August bis 30. August 1914           |
| Generalmajor        | Moritz von und zu Egloffstein         | 01. September 1914 bis 15. Januar 1915   |
| Generalmajor        | Otto von Redwitz                      | 16. Januar bis 15. August 1915           |
| Oberst/Generalmajor | Wilhelm von Poschinger                | 16. August 1915 bis 17. August 1918      |
| Oberstleutnant      | Joseph von Tannstein gen. Fleischmann | 18. August bis 25. September 1918        |
| Oberstleutnant      | August von Freyen-Seyboltstorff       | 25. September 1918 bis Kriegsende        |